# Дървени обувки
Дървените обувки (на английски: clog; на нидерландски: klomp; на шведски: träsko; на френски: sabot) са тип обувки, произведени от дървесина или с дървена подметка и кожена сая (горната част на обувката). В България са по-известни с френско-белгийското си наименование сабо и с турското налъм. Били са широко разпространени през Средновековието. Използването им се асоциира предимно с държави като Нидерландия, Швеция и Дания, но техни разновидности са разпространени също във Франция, Испания, Италия и Португалия. Традиционно за изработката им се използват различни видове дървесина (върба, топола, бреза, бук и др.).